# Myroslav Skoryk
Myroslav Mychajlovyč Skoryk (ukrajinsky Миросла́в Миха́йлович Ско́рик, 13. července 1938, Lvov, Polská republika, dnes Ukrajina – 1. června 2020) byl ukrajinský hudební skladatel, pedagog a hudební vědec.

## Život
Myroslav Skoryk se narodil 13. července 1938 ve Lvově v rodině inteligence: oba jeho rodiče vystudovali na Vídeňské univerzitě, jeho otec byl ředitelem gymnázia v Sambiru a jeho matka učitelkou chemie, dědeček byl známý etnograf. Rodiče byli jen amatérskými hudebníky – otec hrál na housle a matka na klavír – Skorykovou pratetou však byla slavná operní pěvkyně Solomija Krušelnycka (1872–1952). Po obsazení západní Ukrajiny Sovětským svazem v září 1939 byla rodina Skorykových, jako mnoho jiných ukrajinských intelektuálních rodin, vystavena útisku; Krušelnycka, která se právě nacházela na návštěvě ve Lvově, byla výměnou za bezpečnost vlastní a své rodiny donucena prodat sovětskému státu za symbolickou cenu veškerý svůj majetek v Itálii.
V době německé okupace Lvova projevovala rodina Skorykových protisovětské postoje a jeho starší bratr bojoval v řadách 14. dobrovolnické divize SS „Halič“; po skončení války se mu podařilo uniknout na Západ a usadit se v Austrálii. V roce 1945 začal Myroslav Skoryk navštěvovat lvovskou hudební školu, ale roku 1947 byla celá jeho rodina deportována na Sibiř do Anžero-Sudženska v Kemerovské oblasti. Tam neměl možnost pokračovat v soustavném studiu hudby, přesto se však učil u dalších politických vězňů – u Valentiny Kantorovové, Rachmaninovy žačky, hru na klavír a u Volodymyra Panasjuka hru na housle. Z této doby pocházejí i jeho první skladatelské pokusy.
Po Stalinově smrti roku 1953 nastalo jisté uvolnění a v roce 1955 se sedmnáctiletý Myroslav Skoryk mohl vrátit do Lvova (avšak sám, jeho rodiče byli propuštěni až později). Nastoupil na Lvovskou státní konzervatoř ke studiu hudební vědy, protože samostatný kurs kompozice zde tehdy ještě neexistoval. Hodiny kompozice bral nejdříve u slavného lvovského skladatele Stanislava Ljudkevyče, ten ho ale (podle Skorykových vzpomínek) vyhodil ze své třídy jako zcela netalentovaného; poté studoval u Romana Simovyče, kde dopadl podobně, a studia dokončil roku 1960 u Adama Soltyse. Absolvoval kantátou Vesna na slova Ivana Franka. V letech 1960–1963 pokračoval ve studiu kompozice a hudební vědy aspiranturou na Moskevské státní konzervatoři u Dmitrije Kabalevského, které ukončil obhajobou disertace na téma Osobité rysy modality v hudbě S. Prokofjeva; roku 1967 získal doktorský titul v oboru hudební vědy.
Již od roku 1963 začal Skoryk sám vyučovat na Lvovské státní konzervatoři hudební teorii a kompozici. V roce 1964 získal nečekanou skladatelskou příležitost, když jej režisér Sergej Paradžanov požádal o kompozici hudby k filmu Stíny zapomenutých předků, odehrávajícího se na v západoukrajinských Karpatech. Film se stal významnou událostí ukrajinské kulturní historie a jeho hudba uvedla mladého skladatele do obecného povědomí a získala mu pochvalný dopis Dmitrije Šostakoviče; Skoryk svou hudbu přepracoval do koncertní podoby pod názvem Huculský triptych. V roce 1966 se Skoryk přestěhoval do Kyjeva a začal vyučovat na kyjevské konzervatoři (nyní Ukrajinská národní hudební akademie), a to od toku 1971 jako docent a od roku 1985 jako profesor. Od roku 1999 zde byl vedoucím katedry historie ukrajinské hudby. V roce 1984 začal vyučovat současně opět na lvovské konzervatoři, kde se postupně stal vedoucím katedry kompozice. Mezi Skorykovy nejvýznamnější žáky patří Jevhen Stankovyč, Ivan Karabyc, Osvaldas Balakauskas, Oleh Kiva, Volodymyr Zubyckyj nebo Volodymyr Šumejko.
V roce 1987 se Skoryk přestěhoval zpět do Lvova, na počátku 90. let 20. století pak odešel do Spojených států a roku 1996 do Austrálie k příbuzným, v roce 1999 se však vrátil opět na Ukrajinu. Vystupoval však pravidelně v Evropě, Spojených státech, Kanadě a Austrálii jako klavírista a dirigent především vlastních skladeb.
Skoryk se již roku 1963 stal (v té době nejmladším) členem Svazu skladatelů USSR (nyní Svaz skladatelů Ukrajiny). Od roku 1968 byl jeho tajemníkem a od roku 1988 vedoucím lvovské pobočky svazu. V letech 2006–2010 byl spolu s Jevhenem Stankovyčem spolupředsedou Svazu skladatelů Ukrajiny, pak byl zvolen jeho čestným předsedou.
Myroslav Skoryk byl od roku 2002 uměleckým vedoucím festivalu Kyiv Music Fest a od roku 2005 předsedou poroty festivalu Červona ruta. V dubnu 2011 byl jmenován uměleckým vedoucím Ukrajinské národní opery v Kyjevě.
Myroslav Skoryk měl manželku Adrianu a dvě děti, Milanu a Nazara.

## Ceny a vyznamenání
- 1968 – Ukrajinská republiková komsomolská cena N. Ostrovského (1968)[5]
- 1969 – Zasloužilý umělec USSR[5]
- 1971 – Řád „Znak cti“[5]
- 1987 – Státní cena USSR T. H. Ševčenka (za violoncellový koncert)[4][5]
- 1988 – Národní umělec USSR[4]
- 1990 – Vítěz skladatelské soutěže M. a I. Kocových
- 1998 – Řád „Za zásluhy“ III. stupně[5]
- 2001 – Člen-korespondent Akademie umění Ukrajiny[6]
- 2006 – Řád „Za zásluhy“ II. stupně
- 2008 – Hrdina Ukrajiny se Státním řádem
- 2010 – Řád „Za zásluhy“ I. stupně
- 2011 – Držitel jubilejní medaile prezidenta Ukrajiny „20 let nezávislosti Ukrajiny“

## Skladatelské dílo
Myroslav Skoryk se ve svém díle vyhýbal hudební avantgardě, kterou od 60. let 20. století pěstovala většina jeho vrstevníků. Jeho hudba je často inspirována západoukrajinským (karpatským) folklórem – skladatel přitom experimentuje s jeho základními rytmickými a melodickými prvky při použití soudobých kompozičních technik –, ale i městskou salónní hudbou a od 90. let též prvky současné populární hudby, především jazzu. Mezi své skladatelské vzory počítá Dmitrije Kabalevského, Sergeje Prokofjeva, Igora Stravinského a Daria Milhauda.

### Hudebně-dramatická díla
- Kameníci (Каменярі), balet podle Ivana Franka, 1967 (premiéra Lvov 1967)
- 0:0 pro nás (0:0 на нашу користь), hudební komedie na libreto Vickerse a O. S. Kanevs'kého, 1969 (premiéra Charkov 1970)
- Harlekýnovy písně (Пісні Арлекіна), pohádkový muzikál pro děti na libreto O. Vratar'ové, 1978 (premiéra Kyjev 1978)
- Solomija Krušeľnyc'ka (Соломія Крушельницька), balet, 1992
- Mojžíš (Мойсей), opera na libreto Bohdana Steľmacha podle Ivana Franka, 2001 (premiéra Lvov 2002)
- Návraty Buttterfly (Повернення Баттерфляй), balet s využitím hudby G. Pucciniho

### Vokálně-symfonická díla
- Jaro (Весна), kantáta pro sólisty, sbor a orchestr, na slova Ivana Franka, 1960
- Člověk (Человек), kantáta pro sólisty, sbor a orchestr, na (ruská) slova Eduardase Mieželaitise, 1964
- Tři ukrajinské svatební písně (Три українські весільні пісні) pro hlas a orchestr, na slova lidové poezie, 1978
- Hamalija (Гамалія), báseň-kantáta pro sbor a orchestr na slova Tarase Ševčenka, 2003/2005

### Symfonická díla
- Symfonická báseň Valčík (Вальс), 1960
- Symfonická báseň Silnější než smrt (Сильніше смерті), 1963
- Huculský triptych (Гуцульський триптих) pro symfonický orchestr, 1965
- Houslový koncert č. 1, 1969
- Karpatský koncert (Карпатський концерт) pro velký orchestr, 1972
- Suita z hudby ke hře Lesji Ukrajinky Kamenný vládce (Камінний господар), 1973
- Partita č. 4 pro symfonický orchestr, 1974
- Klavírní koncert č. 1 Mládežnický (Юнацький), 1977
- Melodie v a moll pro housle a orchestr, 1982
- Klavírní koncert č. 2, 1982
- Koncert pro violoncello a orchestr, 1983
- Houslový koncert č. 2, 1989
- Symfonická báseň 1933, 1993 (věnováno 60. výročí ukrajinského hladomoru)
- Symfonická báseň Vzpomínka na vlast (Спогад про Батьківщину), 1993 (věnováno 100. výročí počátku ukrajinské emigrace do USA)
- Klavírní koncert č. 3, 1995
- Houslový koncert č. 3, 2001
- Houslový koncert č. 4, 2002
- Houslový koncert č. 5, 2004

### Komorní instrumentální hudba
- Smyčcový kvartet F dur, 1959
- Suita pro smyčcový orchestr, 1961
- Sonáta č. 1 pro housle a klavír, 1963
- Partita č. 1 pro smyčcový orchestr, 1966
- Recitativ a rondo pro klavírní trio, 1968
- Partita č. 2 pro komorní orchestr, 1970
- Tři fantazie z loutnové tabulatury XVI. století, transkripce pro komorní orchestr, 1973
- Partita č. 3 (pro komorní orchestr, též verze pro smyčcové kvarteto), 1974
- Sonáta č. 2 pro housle a klavír, 1990
- Diptych pro smyčcový kvartet (též verze pro komorní orchestr), 1993
- Fantazie na téma písní Beatles pro smyčcový orchestr, 1993
- Sonáta pro violoncello a komorní orchestr A-RI-A", 1994
- Partita č. 6 pro smyčcové kvarteto, 1996
- Lístek do památníku (Альбомний аркуш) pro smyčcový orchestr, 1997
- Partita č. 7 pro dechové kvinteto, 1998
- Karpatská rapsodie (Карпатська рапсодія) pro klarinet a klavír

### Skladby pro klavír
- Sonáta, 1958
- Cyklus skladeb V Karpatech (В Карпатах), 1959
- Variace, 1961
- Rondo, 1962
- Burleska 1964
- Blues, 1964
- Z dětského alba (Із Дитячого альбому), pět skladbiček pro děti, 1965
- Partita č. 5, 1975
- Toccata, 1978
- Šest preludií a fug, 1986–1989
- Tři extravagantní tance pro čtyřruční klavír, 1995
- Parafráze na témata z Pucciniho opery Madame Butterfly
- Šest jazzových skladeb

### Vokální hudba
- Čtyři romance na slova Tarase Ševčenka, 1962
- Roční období, čtyři miniatury pro smíšený sbor a capella, 1994
- Žalm č. 50 pro soprán a sbor, 1999
- Rekviem, 1999
- Mše pro sbor, 1999/2001
- Tři žalmy (č. 38 pro ženský, č. 12 pro mužský a č. 53 pro smíšený sbor a capella), 2003
- Dněpr (Дніпр), balada pro baryton na motivy N. Gogola, 2004
- Liturgie svatého Jana Zlatoústého, 2005
- estrádní, populární, jazzové písně

### Divadelní a filmová hudba
Hudba k řadě divadelních her, filmů a televizních pořadů, mj.
- 1964 Stíny zapomenutých předků (Тіні забутих предків), film
- 1967 Jak kozáci vařili kuliš (Як козаки куліш варили), animovaný film
- 1971 Živá voda (Жива вода), film
- 1972 Za tvým osudem (За твою долю), film
- 1974 Labutě letí (Гуси-лебеді летять), film
- 1974 Pozoruhodný život (Особисте життя), film
- 1979 Hryškovy knížky (Гришкові книжки), animovaný film
- 1981 Vysoký průsmyk (Високий перевал), film
- 1991 Nám zvony nehrály, když jsme umírali (Нам дзвони не грали, коли ми вмирали), film
- 1994 Carevna (Царівна), televizní seriál
- 2007 Lišák Mykyta (Лис Микита), animovaný seriál

### Adaptace
- 24 Paganiniho capriccií, transkripce pro symfonický orchestr (1989–1998)

### Ediční práce
- Junácká symfonie Mykoly Lysenka, redakce
- opera Na rusalčiny Velikonoce (На Русалчин Великдень) Mykoly Leontovyče, redakce, orchestrace a dokončení, 1975
- opera Kupalo (Купало) Anatola Vachnjanyna, redakce a orchestrace
- opera Roxolana Denyse Sičynského, redakce a orchestrace
- opera Záporožec za Dunajem Semena Hulaka-Artemovského, redakce a kompozice předehry, 2007

## Hudebněvědné dílo
- Прокофьев и Шенберг (Prokofjev a Schönberg), in: Советская музыка, 1962, č. 1.
- Ладова система С.Прокоф'єва (Harmonický systém S. Prokofjeva), Kyjev, Музична Україна, 1969.-99 с.
- Майбутнє нашої музики. З доповіді заступника голови правління Спілки композиторів України на пленумі правління Спілки (Budoucnost naší hudby. Z referátu předsedy vedení Svazu skladatelů Ukrajiny na plénu vedení Svazu), Kyjev Музика. 1971, č. 1.-С. 8-9.
- Музыкальное творчество и критика – Выступление на пленуме правлення Союза композиторов СССР (Hudební tvorba a kritika – Vystoupení na plénu vedení Svazu skladatelů SSSR), in: За действенную музыкальную критику. Сб. статей и выступлений, ed.. Г. Друбачевская. Moskva, Советский композитор, 1974, s. 77–78.
- О прогрессивном и догматическом новаторстве (O pokrokovém a dogmatickém novátorství), in: Советская музыка, 1971, č. 8, s. 17–23.
- Особенности лада музыки С. Прокофьева (Zvláštní rysy harmonie v hudbě S. Prokofjeva), in: Проблемы лада. Сб. статей, ed. К.Южак, Moskva, Музыка, 1972, s. 226–238.
- Про природу і спрямованість новаторського пошуку в сучасній музиці // Сучасна музика. Вип 1. — К.: Музична Україна, 1973, s. 3–24. (Співавтор- В.Задерацький).
- Слово про композитора [І.Соневицького] (Slovo o skladateli [I. Sonevic'kém]), in: Соневицький I.: Солоспіви: Для голосу і фп., Kyjev: Музична Україна, 1993, s. 5–6.
- Структура і виражальна природа акордики в музиці XX ст. (Struktura a výrazovost akordiky v hudbě XX. století), Kyjev, Музична Україна, 1983, 160 s.